# コインブラ大学

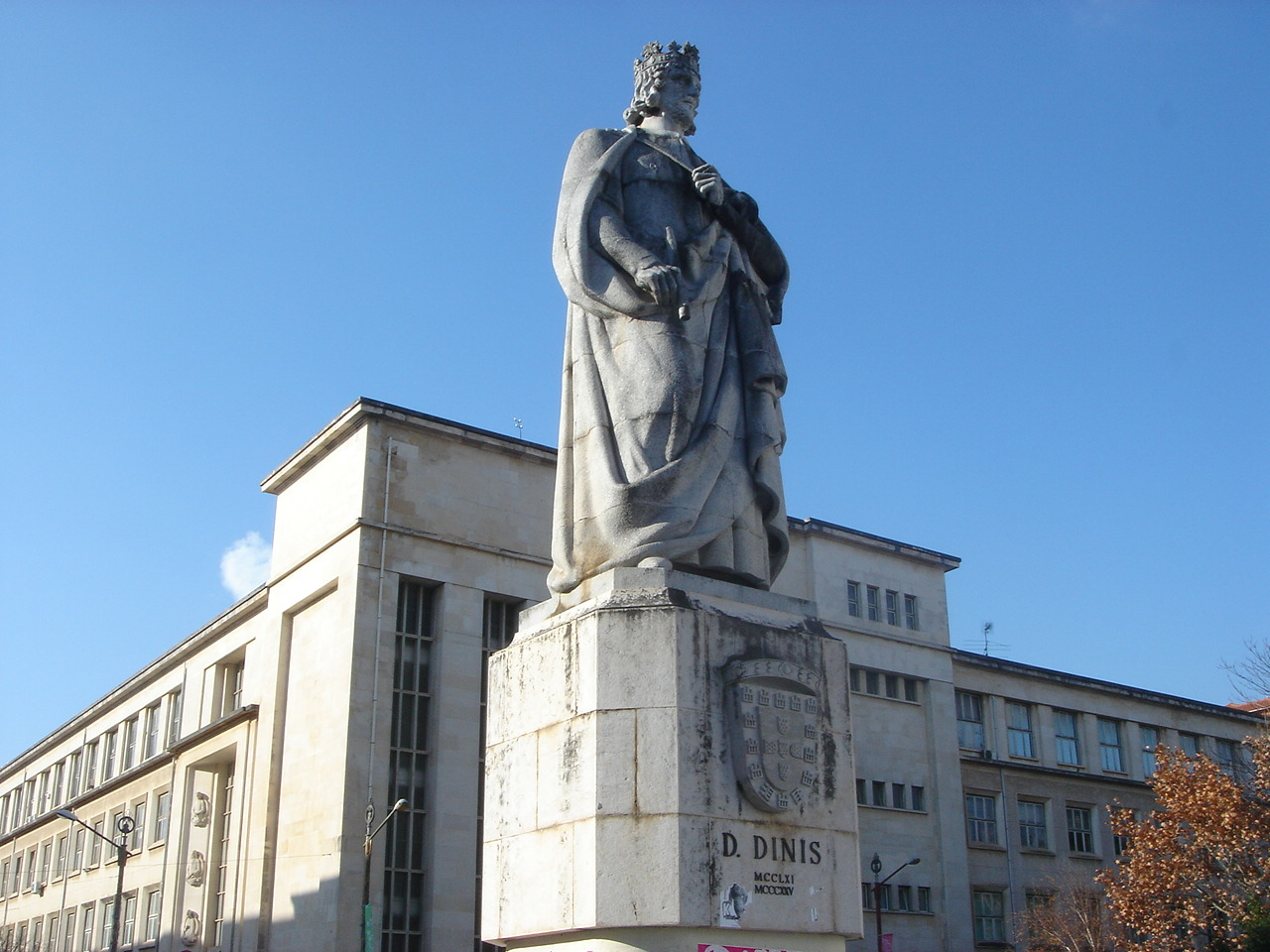
医学部棟前のディニス1世像

コインブラ大学 (コインブラだいがく、ポルトガル語 : Universidade de Coimbra)は、13世紀に設立されたポルトガル最古の大学である。ポルトガル屈指の名門国立大学とされる。大学が街の中心とみなされ、黒いマントを着たコインブラ大学の学生が行き交う。約2万2千人が学んでいる。8つの学部が存在し、その学部ごとにシンボルカラーがある。2018年のQS世界大学ランキングでは総合401位。

## 歴史
1290年にポルトガル王ディニス1世によって設立され、神聖ローマ帝国が各国の著名な研究者を集めた研究組織ストゥディウム・ゲネラーレの認定をヴァチカンから受けている。なお、欧州において長い歴史を持つ名門大学により構成されるコインブラ・グループは、同大学の名を冠して創設された。

## 学部
- 文学・人文学（ダークブルー）
- 法律（赤）
- 医学（黄）
- 薬学（紫）
- 科学技術（青と白）
- 経済学（赤と白）
- 心理学・教育学（オレンジ）
- スポーツ科学・物理教育（茶色）

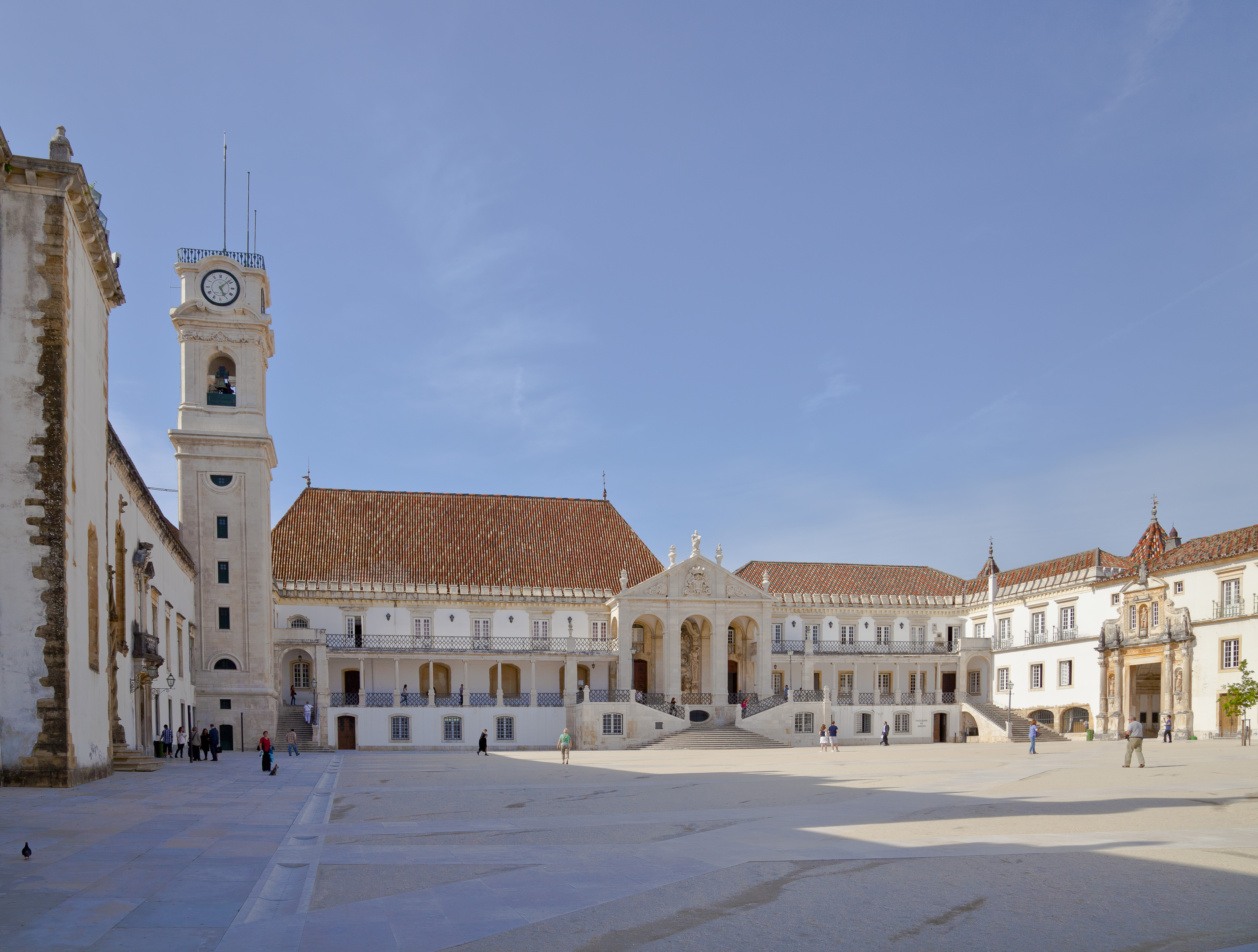
キャンパス内の広場

- - 映画・音楽・演劇・歴史・美術史・考古学・地理学・哲学・ジャーナリズムなどの専攻がある。社会科学系の学際にかかる分野も包含している。

## 世界遺産
コインブラ大学の建造物群などは、登録名「コインブラ大学-アルタとソフィア」として2013年にUNESCOの世界遺産リストへ登録された。